# 鈴木工務店 (静岡県三島市)
株式会社鈴木工務店（すずきこうむてん、英: SUZUKI CONSTRUCTION CO.,LTD.）は静岡県三島市に本社を置く建設業者。

## 概要
- 本社 - 静岡県三島市八反畑117番地の1
- 主要取引銀行
  - 静岡銀行、三島信用金庫
- 許認可等
  - 建設業許可/静岡県知事（特-06）第36627号
　（建築、大工、左官、とび・土工、石、屋根、タイル・れんが・ブロック、鋼構造物、鉄筋、板金、ガラス、塗装、防水、内装仕上、熱絶縁、建具、解体　工事業）
  - 建設業許可/静岡県知事（般-03）第36627号
　（土木、舗装、水道施設　工事業）
  - 宅地建物取引業免許/静岡県知事（3）第13332号
  - 一級建築士事務所登録/静岡県知事（3）第7202号
  - 賃貸住宅管理業者登録/国土交通大臣（1）第9366号
  - マンション管理業者登録/国土交通大臣（1）第54721号
  - ZEHビルダー登録

## 経営理念
繁栄のおてつだい
　お客様が栄えて　会社も栄える　皆んなで築こう　幸せの拠りどころ

## 沿革
- 1958年5月 - 鈴木工務店を創業（設立1959年5月）
- 1967年8月 - 静岡県三島市八反畑117番地の1（現在地）に本店移転
- 1971年4月 - 株式会社鈴和開発を設立
- 1975年8月 - 有限会社鈴和設計事務所を設立
- 1975年12月 - 有限会社菊物産を設立
- 1989年4月 - 株式会社ゆう企画を設立
- 1991年4月 - 鈴木工務店、鈴和設計事務所、鈴和開発の3社を合併[2]
- 1993年4月 - 鈴木興業（南京）有限公司を設立[3]
- 1993年12月 - 株式を店頭公開（ジャスダック、現東京証券取引所）[4]
- 1997年12月 - 五朋建設株式会社（静岡県静岡市）の株式を取得（現在は解消）[5]
- 2005年5月 - 株式会社アパマンショップネットワーク（現APAMAN株式会社、東京都千代田区）と資本・業務提携[6]
- 2007年4月 - 鈴木工務店の社名を「株式会社AS-SZKi」に変更[7]
- 2007年6月 - AS-SZKiが株式会社ASNアセットマネジメント（東京都中央区）を吸収合併[8]
- 2011年3月 - 菊物産の社名を「株式会社鈴木工務店」に変更
- 2011年4月 - AS-SZKiがスクイーズアウトの実施により上場廃止[9]
- 2011年7月 - 鈴木工務店がAS-SZKiの建設事業及び開発事業を吸収分割により事業承継[10]
- 2012年4月 - リフォーム事業の営業開始[11]
- 2025年4月 - 株式会社ゆう企画（静岡県三島市）を吸収合併[12]